# Bahman Salemi
Bahman Salemi Injehboroun (Gonbad-e Qabus, 15 januari 1989) is een Iraans beachvolleyballer. Hij werd eenmaal Aziatisch kampioen en tweemaal vice-kampioen.

## Carrière
Salemi begon in 2010 met beachvolleyballen en deed in 2013 met Bahman Gholipoury mee aan de Aziatische kampioenschappen in Wuhan waar het duo strandde in de kwartfinale tegen de Chinezen Ha Likejiang en Li Jian. Van 2014 tot en met begin 2018 vormde hij vervolgens een team met Rahman Raoufi. Het eerste jaar nam het tweetal deel aan twee toernooien in het continentale circuit en behaalde het een negende plaats bij de AK in Jinjiang. Met Saber Houshmand debuteerde hij in Mangaung bovendien in de FIVB World Tour en won hij de zilveren medaille bij de Aziatische Strandspelen in Phuket achter de Indonesiërs Ade Rachmawan en Koko Darkuncoro. In 2015 waren Salemi en Raoufi actief op drie mondiale toernooien en behaalden ze drie podiumplaatsen in de Aziatische competitie. Het daaropvolgende seizoen eindigde het duo als zeventiende bij het Open-toernooi van Kish en bij de AK in Sydney. In 2017 werden ze in Songkhla Aziatisch kampioen door Rachmawan en Mohammad Ashfiya in de finale te verslaan. In de World Tour kwamen ze bij drie reguliere toernooien tot een derde plaats in Agadir. Daarnaast wisten ze zich via de AVC te kwalificeren voor de wereldkampioenschappen in Wenen waar ze na drie nederlagen niet verder kwamen dan de groepsfase.
Begin 2018 speelde het tweetal nog twee wedstrijden in de mondiale competitie met onder meer een tweede plaats in Oman als resultaat, waarna Salemi van partner wisselde naar Arash Vakili. Datzelfde jaar was het duo actief op zes toernooien in de World Tour waarbij ze tweemaal het podium haalden; in Bandar Torkaman werd gewonnen en in Bandar Anzali eindigden ze als tweede. Bij de AK in Satun werden ze eveneens tweede achter het Qatarese duo Ahmed Tijan en Cherif Younousse en bij de Aziatische Spelen in Palembang werden ze door hetzelfde tweetal in de kwartfinale uitgeschakeld. Het jaar daarop namen Salemi en Vakili deel aan vijf reguliere FIVB-toernooien met een derde plaats in Bandar Torkaman als beste resultaat. Bij de AK in Maoming kwamen ze niet verder dan de achtste finale tegen Wu Jiaxin en Ha Likejiang uit China. Bij de WK in Hamburg bereikte het duo de zestiende finale waar de Italianen Paolo Nicolai en Daniele Lupo in drie sets te sterk waren. In 2020 behaalden ze een tweede plaats in Qishm en eindigden ze als negende bij de AK in Udon Thani nadat de achtste finale verloren werd van de Kazachen Aleksandr Djatsjenko en Aleksej Sidorenko. Het daaropvolgende seizoen nam het duo nog deel aan het FIVB-toernooi van Sofia en in november 2021 werd Salemi met Abolhassan Khakizadeh in Phuket voor de tweede keer Aziatisch vice-kampioen achter de Australiërs Paul Burnett en Christopher McHugh.

## Palmares
Kampioenschappen
- 2014:  Aziatische Strandspelen
- 2017:  AK
- 2018:  AK
- 2021:  AK

FIVB World Tour
- 2017:  1* Agadir
- 2018:  1* Oman
- 2018:  1* Bandar Torkaman
- 2018:  1* Bandar Anzali
- 2019:  1* Bandar Torkaman
- 2020:  1* Qishm